# 흠성헌숙황후
흠성헌숙황후 상씨(欽聖獻肅皇后 向氏, 1046년 ~ 1101년 2월 12일(음력 1월 13일))는 북송 신종(神宗)의 황후이다.

## 생애

### 황후시절
하내(河內) 출신이며 진종(眞宗) 시대에 재상을 지낸 상민중(向敏中)의 증손녀이다.
1066년 영왕(潁王) 조욱(趙頊)과 혼인하였고, 안국부인(安國夫人)으로 봉해졌다. 1067년 영종이 붕어하고 태자 조욱이 신종으로 즉위하면서 황후가 되었다. 신종과의 사이에서 아들이 없었기 때문에, 1085년 신종이 붕어하자 서자인 철종(哲宗)이 즉위하였고, 철종의 적모로서 황태후가 되었다.

### 황태후 시절

###### 철종 시대
철종 즉위 후 8년간 시어머니인 선인성렬황후 고씨가 태황태후로서 수렴청정을 하였고, 며느리인 황태후 상씨에게 경수궁을 보수하여 하사하자 "어떻게 시어머니가 서쪽에 살고, 며느리가 동쪽에 살겠습니까? 이는 상하의 구분을 모독하는 일입니다" 라고 말하며 사양했으나 결국 경수궁을 융우궁으로 개축하여 입주하였다.
철종의 혼인을 앞두고, 칙령을 발표해 자신의 가문에서 황후가 나오지 못하게 하였다. 따라서 철종의 황후는 선인성렬황후가 선택한 맹씨가 되었고, 태황태후와 고씨와 황태후 상씨는 맹황후를 총애하였다. 하지만 1096년 철종은 주술과 도술, 미신을 믿고 부적을 사용한다는 이유로 황후 맹씨를 폐위시켰다.

###### 휘종 시대
1100년, 철종이 후사 없이 붕어하자 후계 문제를 둘러싸고 재상 장돈(章惇)과 갈등하였다. 장돈은 명분과 법도를 따져 철종의 동복동생이며 신종의 13남인 초왕(楚王) 조사(趙似)가 황위를 이어야 한다고 주장하였고, 황태후 상씨는 신종의 11남인 단왕(端王) 조길(趙佶)을 후계자로 지목하였다. 황태후 상씨는 철종과 초왕 조사의 생모인 황태비 주씨와 사이가 좋지 않았으므로 이를 강하게 반대했다. 결국 대신들을 규합하여 장돈의 뜻을 물리치고, 이미 생모가 죽고 없는 진미인 소생의 단왕 조길(휘종)을 후계자로 정하여 즉위시켰다.
휘종이 즉위하자 황태후 상씨는 수렴청정을 실시하였다. 또한 철종에 의해 폐위된 황후 맹씨를 복위시켜 원우황후(元祐皇后)로 칭하였다. 급진적인 신법파를 배격하고, 구법파와 온건적인 신법파 인사들을 두루 등용하고 증포, 한충언 등을 기용하여 당쟁을 완화하려 하였으나 1100년 음력 7월, 병상에 눕게 되면서 수렴을 거두고 휘종이 친정하게 되었다.
1101년 정월, 56세의 나이로 사망하였다.

## 가계

### 남편
- 신종(神宗, 1048년 ~ 1085년) : 북송의 제6대 황제

### 자녀
- 주국장공주(周國長公主, 1067년 ~ 1078년)